# Дарден (Теннессі)
Дарден (англ. Darden) — переписна місцевість (CDP) в США, в окрузі Гендерсон штату Теннессі. Населення — 364 особи (2020).

## Географія
Дарден розташований за координатами 35°38′18″ пн. ш. 88°13′34″ зх. д. / 35.63833° пн. ш. 88.22611° зх. д. (35.638402, -88.226111).  За даними Бюро перепису населення США в 2010 році переписна місцевість мала площу 21,73 км², уся площа — суходіл.

## Демографія
Згідно з переписом 2010 року, у переписній місцевості мешкало 399 осіб у 161 домогосподарстві у складі 117 родин. Густота населення становила 18 осіб/км².  Було 187 помешкань (9/км²).
Расовий склад населення:
| - 96,5 % — білих - 1,5 % — чорних або афроамериканців - 0,3 % — азіатів |

До двох чи більше рас належало 1,8 %. Частка іспаномовних становила 0,3 % від усіх жителів.
За віковим діапазоном населення розподілялося таким чином: 21,3 % — особи молодші 18 років, 63,2 % — особи у віці 18—64 років, 15,5 % — особи у віці 65 років та старші. Медіана віку мешканця становила 41,7 року. На 100 осіб жіночої статі у переписній місцевості припадало 107,8 чоловіків;  на 100 жінок у віці від 18 років та старших — 101,3 чоловіків також старших 18 років.
Середній дохід на одне домашнє господарство  становив 50 297 доларів США (медіана — 48 000), а середній дохід на одну сім'ю — 56 079 доларів (медіана — 61 250). За межею бідності перебувало 26,4 % осіб, у тому числі 39,0 % дітей у віці до 18 років та 15,8 % осіб у віці 65 років та старших.
Цивільне працевлаштоване населення становило 164 особи. Основні галузі зайнятості: роздрібна торгівля — 28,7 %, виробництво — 26,2 %, освіта, охорона здоров'я та соціальна допомога — 16,5 %, фінанси, страхування та нерухомість — 11,0 %.